# 馬克·安德勒
马克·安德勒（法語：Marc Andreu；1985年12月27日—）是一位法國橄欖球運動員。他是法國國家橄欖球隊的一員，代表法國參加了2015年橄欖球六國賽。